# Оркестр Че
Оркестр Че — харківський артрок-гурт.

## Історія
Стиль visual art rock. Гурт утворився в 2002 році у Харкові. На вечірніх сейшнах у гуртожитку театрального інституту познайомилися Олег Каданов (соліст, автор пісень), Сергій Савенко (кларнет) і Михайло Кабанов (перфоманс). Пізніше до групи приєдналися Максим Морозов (альт) і Костя Сальніков (дарбука).
Концепція гурту — злиття театру і музики.
У 2003 був записаний перший демо-альбом «Люди. Риби. Птахи.». З того часу почалися концерти в Харкові і по всій Україні.
У 2005 році вийшов перший альбом «Золотой миллениум» на лейблі незалежних музикантів ВДОХ, після чого Оркестр Че стали запрошувати московські і пітерські клуби. Географія концертів досить швидко розширилася: Самара, Бєлгород, Тольятті, Краків, Варшава і т. д.
Оркестр Че брали участь в унікальному проєкті з відомим українським письменником Сергієм Жаданом, а також у декількох сумісних концертах із групами 5'nizza, Lюк, Сергієм Бабкіним та ін.
Гурт Оркестр Че взяв участь у записі альбому-компіляції Хор монгольських міліціонерів, для якого різні виконавці записали пісні на вірші Сергія Жадана. Альбом вийшов у 2007 році. Того ж року було створено кліп на пісню «Не знаю, де сонце» і «Маяковський». В листопаді 2007 року вийшов альбом «Эйфория закончилась. Happy End.». У лютому 2010 року вийшов альбом «Предчувствие нулевого года», а також кліпи на пісні «Музика Вивальди» і «Волга». З цього періоду гурт переходить до повноцінного «електричного» звучання. У 2012 році виходить альбом «Коллективное Б.». У 2015 Оркестр Че знімає кліп «Час працює на мене» на вірші Сергія Жадана. У 2017 році виходить альбом «*****».
2016 року гурт розпався, проте вже після цього було випущено фінальний міні-альбом «Що вони бачили».
Після розпаду колективу колишні учасники Олег Каданов, Іван Кондратов і директор гурту Антон Бегменко створили віртуальний проєкт «Жовте хворе людське обличчя».

## Дискографія
- 2005 — Золотой миллениум
- 2007 — Эйфория закончилась. Happy End
- 2010 — Предчувствие нулевого года
- 2012 — Коллективное Б.
- 2014 — «Чорний слід» (сингл)
- 2016 — *****
- 2017 — Що вони бачили

## Склад
- Олег Каданов — гітара, голос, музика, тексти.
- Стас Кононов — гітара.
- Петро Целуйко — гітара.
- Сергій Савенко — кларнет, аранжування.
- Михайло Кабанов — перформанс.
- Максим Морозов  — альт.
- Костя Сальников — дарбука.
- Дмитро Зінченко  — перкусія, ударні, аранжування.
- Іван Кондратов — бас, аранжування.